# 石橋孫八
石橋 孫八（いしばし まごはち、1847年〈弘化4年〉 - 1915年〈大正4年〉5月7日）は、日本の政治家（衆議院議員、当選1回）、島根県の地主。族籍は島根県平民。

## 人物
島根県の人である。家は代々農業を営む。漢学を修める。治水を以て大いに名がある。1894年、第4回衆議院議員総選挙で島根県第3区より選ばれて衆議院議員となる。国民協会、大手倶楽部に所属。第11議会解散後候補を伊藤啓一郎に譲る。
住所は島根県簸川郡平田町（のちの平田市、現・出雲市）。

## 家族・親族
石橋家
- 長女・とみ（1876年 - ?、鳥取米子の実業家初代坂口平兵衛の弟・坂口豊蔵の妻[6]、2代坂口平兵衛の養母）
- 四男・正彦[8]（1884年 - ?、島根県多額納税者、平田町長、農業）
- 息子・英夫（1886年 - 1977年、米子製鋼所支配人、米子銀行常務取締役、金藤秀四郎の養子）[10]
- 孫・ノブ（鳥取米子の呉服商で、中国貯蓄銀行頭取・野坂茂三郎の長男・野坂寛治の妻）[7]